# Лејк Џорџ (Њујорк)
Лејк Џорџ (енгл. Lake George) град је у америчкој савезној држави Њујорк.

## Демографија
По попису из 2010. године број становника је 906, што је 79 (-8,0%) становника мање него 2000. године.
| Група             | 2000.       | 2010.       |
| Белци             | 956 (97,1%) | 862 (95,1%) |
| Афроамериканци    | 10 (1,0%)   | 4 (0,4%)    |
| Азијати           | 6 (0,6%)    | 10 (1,1%)   |
| Хиспаноамериканци | 7 (0,7%)    | 18 (2,0%)   |
| Укупно            | 985         | 906         |